# Human Rights Watch
Human Rights Watch er en menneskerettighedsorganisation, der blev oprettet i 1978 under navnet Helsinki Watch. 
Organisationens hovedkvarter ligger i New York, USA, og den er derudover til stede i et større antal byer verden over. Pr. 1. marts 2004 havde organisationen 190 ansatte. Derudover er der mange frivillige og medlemmer der støtter organisationen, både i form af penge og arbejde. 
Organisationen arbejder også aktivt imod dødsstraf.